# Tłustosz zielonobrzuchy
Tłustosz zielonobrzuchy (Stagonomus venustissimus) – gatunek pluskwiaka z podrzędu różnoskrzydłych i rodziny tarczówkowatych. Zamieszkuje zachodnią i środkową część Palearktyki. Żeruje na jasnotowatych.

## Taksonomia
Gatunek ten opisany został po raz pierwszy w 1775 roku przez Johana Christiana Fabriciusa pod nazwą Cimex melanocephalus. Nazwa ta okazała się być jednak młodszym homonimem nazwy użytej w 1767 roku przez Karola Linneusza, w związku z czym w 1904 roku George Willis Kirkaldy nadał gatunkowi nowy epitet w kombinacji  Eysarcoris fabricii. Wcześniej jednak, w 1776 roku gatunek ten opisany został niezależnie przez Franza de Paulę von Schranka pod nazwą Cimex venustissimus, stąd ten epitet uznaje się za ważny. W wieku XX i na początku wieku XXI gatunek ów klasyfikowano w rodzaju Eysarcoris (tłustosz). W 2019 roku został on jednak przez Marcosa Roca-Cusachsa i Sunghoon Junga przeniesiony na podstawie morfologiczno-molekularnej analizy filogenetycznej do rodzaju Stagonomus (oczatnica).

## Morfologia

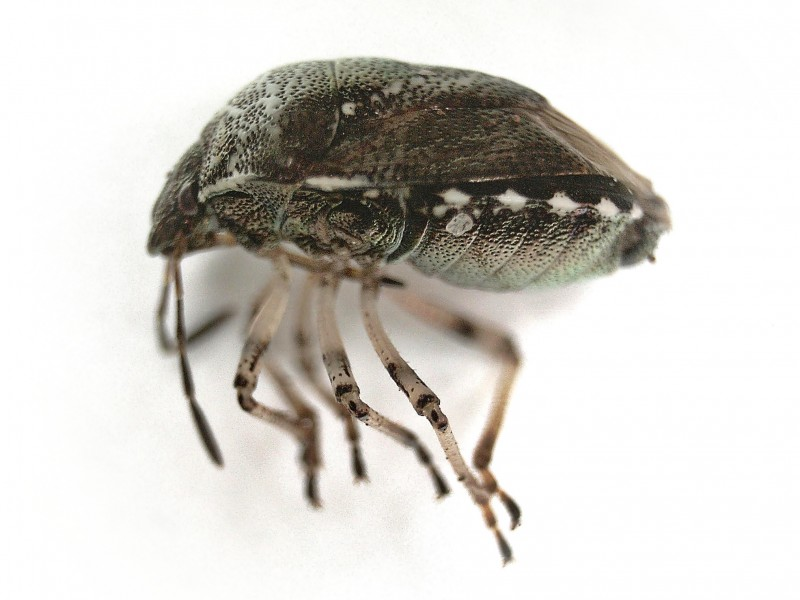
Imago, widok z boku

Pluskwiak o dość krępym, w zarysie krótko-owalnym ciele długości od 5 do 6 mm. W ubarwieniu jego przeważa kolor żółtobrązowy lub szarobrązowy, najczęściej z odcieniem zielonym, zawsze z gęstym punktowaniem czarnobrązowego lub czarnego koloru. Na głowie występuje wyłącznie lub niemal wyłącznie czerń, często z metalicznym połyskiem purpurowym lub zielonym. Nadustek jest zbliżony długością do policzków. Czułki buduje pięć członów, z których trzy pierwsze są jasne, a dwa ostatnie czarne, co najwyżej wąsko rozjaśnione u podstaw. Przedplecze ma przednią krawędź przy głowie głęboko, kanciasto wykrojoną. Boczne krawędzie przedplecza w przedniej połowie są niemal proste, a jego boczne kąty są zaokrąglone i nie wystają poza nasady półpokryw, co odróżnia go od tłustosza zielarza. Na przedzie przedplecza leżą rozległe, czarne plamy, często z metalicznym połyskiem purpurowym lub zielonym. Krótsza od przykrywki półpokryw tarczka ma w części nasadowej dużą, półokrągłą plamę czarną, często metalicznie połyskującą, natomiast w części wierzchołkowej nie ma czarnej plamki. Półpokrywy mają zakrywki wystające poza szczyt odwłoka, bezbarwne do brązowawych. Na śródpiersiu znajduje się żeberko między odnóżami. Barwa odnóży jest jasna z ciemnym plamkowaniem ud i punktowaniem goleni. Listewka brzeżna odwłoka jest naprzemiennie czarno i jasno plamkowana. Spód odwłoka jest niemal jednobarwnie czarny lub czarnofioletowy, tylko przy bocznych krawędziach sternitów miewa wąskie rozjaśnienia.

## Ekologia i występowanie

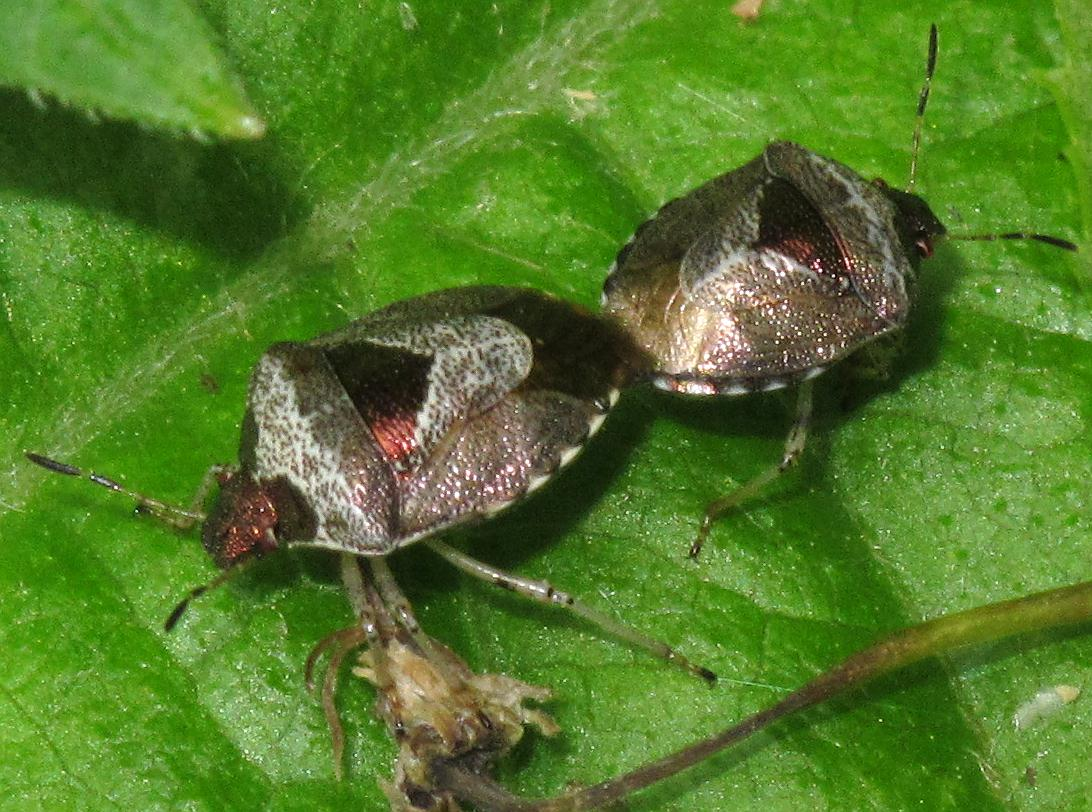
Kopulacja

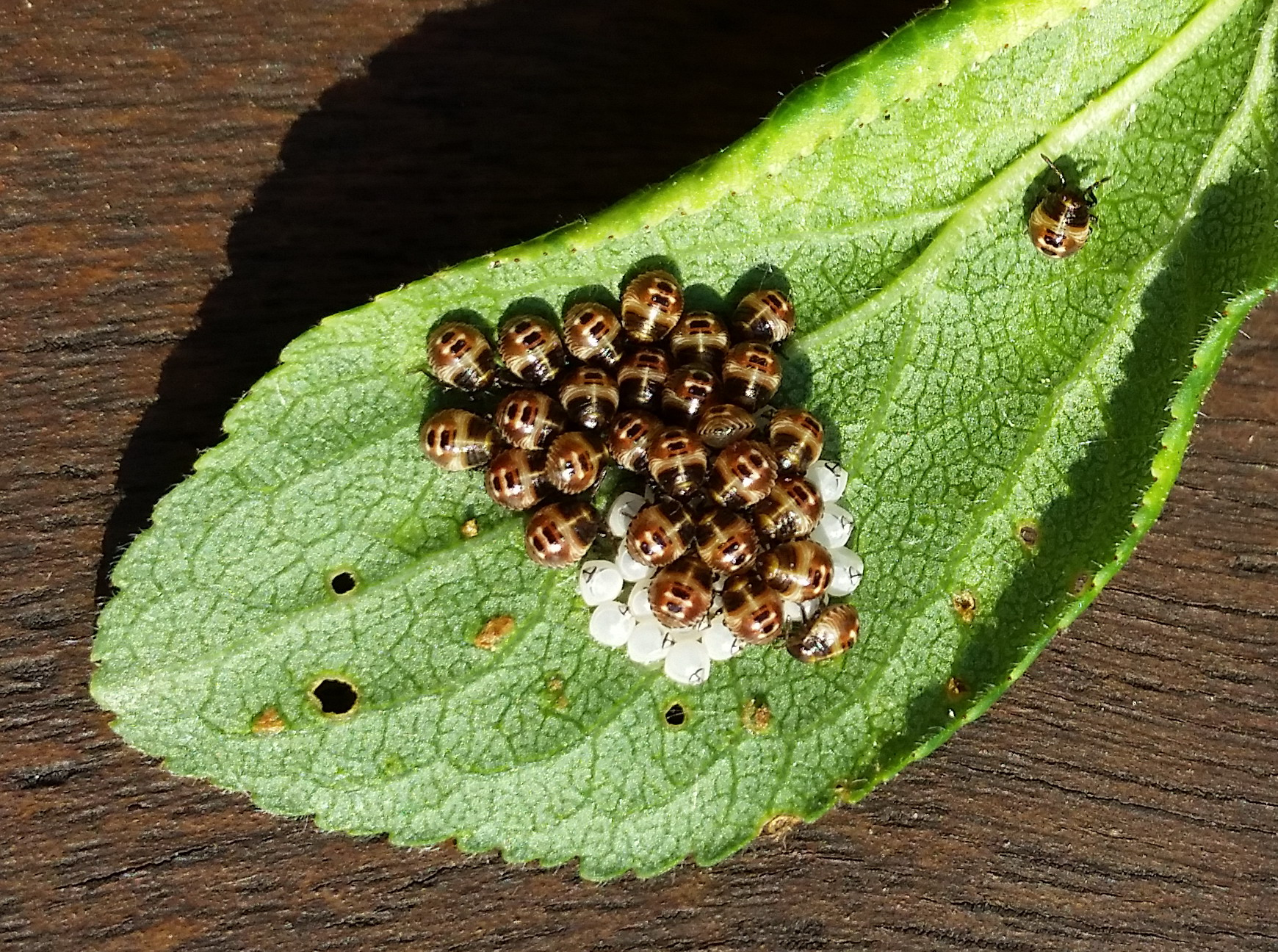
Jaja i świeżo wyklute larwy

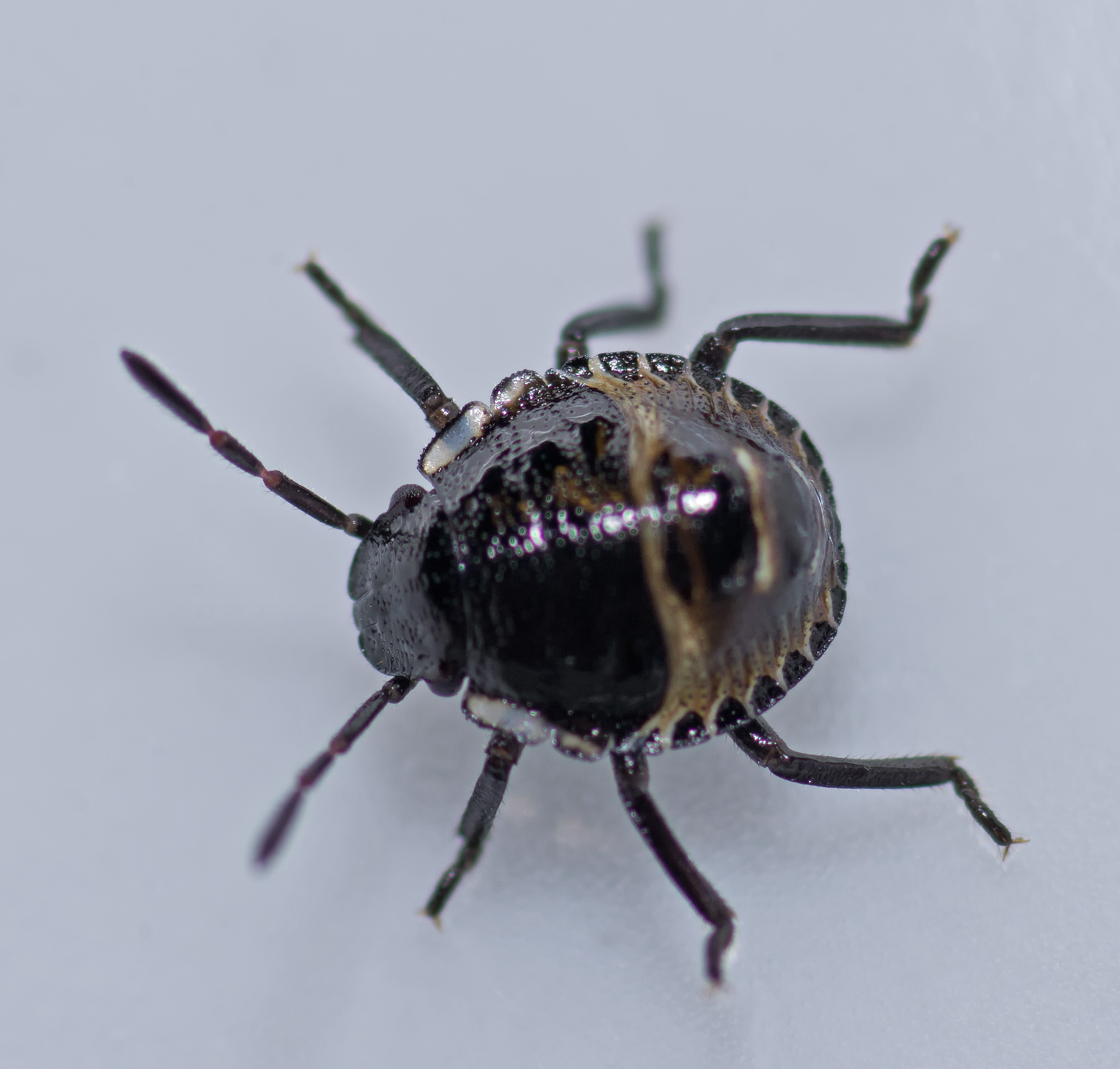
Larwa wczesnego stadium

Owad ten zasiedla zarośla, polany, lasy i ich pobrzeża, parki, ogrody i żywopłoty. Zwykle wybiera miejsca bardziej zacienione i wilgotniejsze niż tłustosz zielarz, będąc też mniej ciepłolubnym od niego, ale spotykany jest również w miejscach ciepłych i nasłonecznionych. Występuje od nizin po niższe góry, w Alpach dochodząc do rzędnych 1200 m n.p.m. Zarówno larwy jak i postacie dorosłe są fitofagami ssącymi soki z roślin należących do jasnotowatych, w tym z rodzajów: czyściec, jasnota, klinopodium, mierznica, poziewnik i szanta. Aktywne osobniki spotyka się od wiosny do końca października. Okres rozrodczy przypada na wiosnę. Osobniki dorosłe nowego pokolenia pojawiają się od połowy sierpnia i są stadium zimującym.
Gatunek palearktyczny. W Europie znany jest z Portugalii, Hiszpanii, Andory, Wielkiej Brytanii, Francji, Belgii, Holandii, Luksemburga, Niemiec, Szwajcarii, Austrii, Włoch, Danii, Łotwy, Litwy, Polski, Czech, Słowacji, Węgier, Białorusi, Ukrainy, Mołdawii, Rumunii, Bułgarii, Słowenii, Chorwacji, Bośni i Hercegowiny, Czarnogóry, Serbii, Albanii oraz europejskich części Rosji i Turcji. W Afryce Północnej podawany jest z Maroka, Algierii i Tunezji. W Azji notowany jest z Turcji, Gruzji, Armenii, Azerbejdżanu, Jordanii, Izraela i Iranu. W Polsce jest owadem spotykanym nieczęsto i głównie na południu kraju.